# Carlos Caballero
Carlos Caballero Pérez (ur. 5 października 1984 w Alcorcón) – hiszpański piłkarz występujący na pozycji pomocnika w Córdoba CF.